# 楊縣 (交阯)
楊縣，是明代交阯承宣布政使司下轄的一個縣，治所约在今越南永福省東北部三陽縣。

## 沿革
- 永樂五年（1407年）六月癸未置，屬宣化直隸州領[2][3]。
- 永樂六年冬十月己卯，陞交阯宣化州為宣化府[4][5][6][7][8]。
- 永樂十四年五月丙午，設交阯楊縣儒學、陰陽學、僧會司[9]。

## 職官
- 陳惠，文昌縣奉化人，文昌縣學。曾任交趾楊縣縣丞[10]。